# Ginbande
Ginbande war eine experimentelle Designergruppe, die 1985 von Uwe Fischer (* 1958) und Achim Heine (* 1955) in Frankfurt am Main gegründet wurde.
Ihre teils konzeptionellen Arbeiten wie z. B. die sogenannte Tisch-Bank-Kombination "Tabula Rasa" (1987 für Vitra) erregten internationale Aufmerksamkeit. Mit ihren "hintersinnigen" Entwürfen (so das Deutsche Designlexikon) lieferten sie Ideen für das sogenannte Neue deutsche Design.
Das Designduo hat sich Anfang der 90er-Jahre "auseinandergelebt". Heute arbeiten die beiden Konzeptdesigner als Professoren in Berlin und Stuttgart.